# Furutaka
Le Furutaka (古鷹, Furutaka) est le premier croiseur lourd, armé de canons de 200 mm, d'un déplacement de l'ordre 8 000 tonnes, construit pour la Marine impériale japonaise, respectant les stipulations du Traité de Washington de 1922. Mis en service en 1926, modernisé dans les années 1930, il a fait partie de la 6e Division de Croiseurs, et a connu une activité opérationnelle importante au début de la guerre du Pacifique, participant à la bataille de la mer de Corail, et devant Guadalcanal, d'août à octobre 1942. Il est coulé le 11 octobre 1942 lors de la bataille du cap Espérance.

## Arrière-plan, conception et caractéristiques
Les limites imposées aux croiseurs par le traité de Washington résultaient d'un accord entre le Royaume-Uni qui souhaitait inclure, dans les croiseurs autorisés par le traité, sa dernière classe en construction, la classe Hawkins d'un déplacement de 9 750 tonnes, armée de canons de 190,5 mm dont la première unité avait été achevée en 1919 et les suivantes devaient être mises en service entre 1921 et 1925, et les États-Unis et le Japon, qui estimaient avoir besoin de croiseurs de 10 000 tonnes, pour assurer la sécurité des communications maritimes dans l'immensité de l'Océan Pacifique, où ces deux marines ne disposaient que de bases éparses,.
La Marine impériale japonaise fut la première à mettre sur cale, dès la fin de 1922, des croiseurs répondant aux stipulations du traité de Washington, avec la classe Furutaka, conçue par l'amiral Hiraga, reprenant des innovations du croiseur Yūbari , qu'il avait précédemment dessiné, et avec un pont continu « ondulé », au franc-bord plus important à l'avant et moins important à l'arrière. L'armement principal était constitué de six canons de 200 mm 1GÔ (Mk I), en pseudo-tourelles simples. L'artillerie secondaire comportait initialement quatre pièces simples de 76 mm. La ceinture blindée, inclinée et intérieure au bordé, avait 75 mm d'épaisseur. Le Furutaka a été doté , comme le Yubari, de tubes lance-torpilles, fixes dans la coque, en trois groupes de deux, de chaque bord, capables de lancer les torpilles « Longues Lances » de 24 pouces (610 mm) de diamètre. Les installations d'aviation ne comportaient pas de catapulte, mais une plate-forme sur la tourelle no 4. La propulsion, avec 12 chaudières Kampon (10 à mazout et 2 mixtes mazout-charbon) et 4 turbines à engrenages Parsons développait environ 105 000 ch, pour une vitesse maximale prévue de 34,5 nœuds. Le déplacement prévu était de 7 100 tonnes.
Le Furutaka a été commandé aux Chantiers navals Mitsubishi de Nagasaki en juin 1922, mis sur cale le 5 décembre 1922, lancé le 25 février 1925. Son déplacement a atteint 8 000 tonnes, mais la vitesse maximale prévue a été atteinte. Il a été armé le 31 mars 1926, et affecté à la 4e Division de Croiseurs, qui devait rassembler les croiseurs de la classe Furutaka.
Lorsque le traité naval de Londres de 1930 a figé la construction de croiseurs qu'il venait de définir comme croiseurs « lourds » , la Marine impériale japonaise a entrepris un programme de modernisation de ses croiseurs « lourds ». Une première refonte de la classe Furutaka intervint dans les années 1930-1931. L'artillerie secondaire de 76,2 mm a été démontée et remplacée par 4 affûts simples de 120 mm, dont l'approvisionnement était opéré par des mécanismes électro-hydrauliques. Pour les installations d'aviation, la plate-forme sur la tourelle no 4 a été remplacée par une catapulte, et les installations, en matière de communication et de contrôle de tir, mises à niveau.
À la mise en service des croiseurs des classes Myōkō et Takao, la 4e Division est devenue la 5e puis la 6e Division.

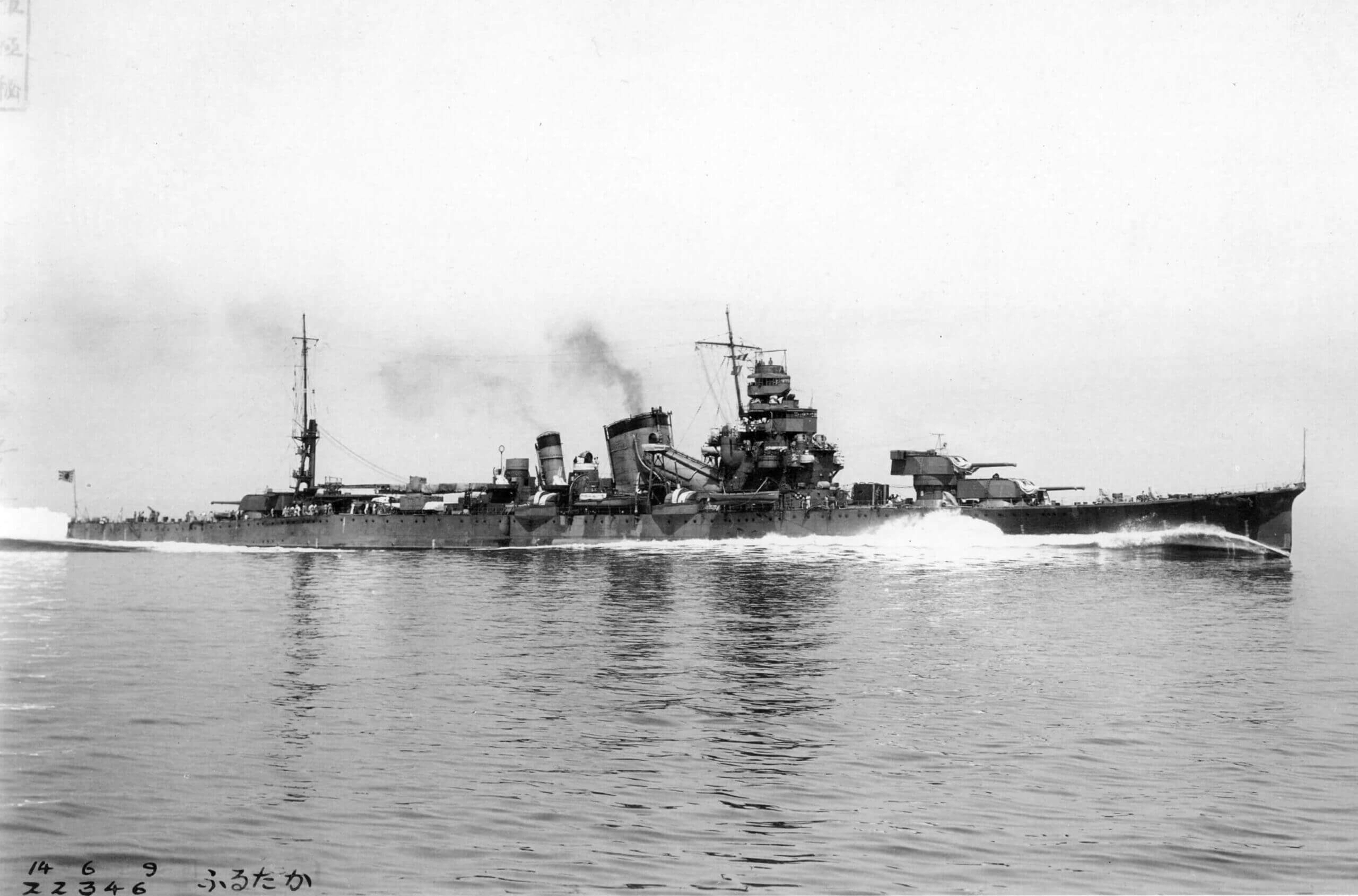
Le Furutaka en essais de vitesse en 1939, portant trois tourelles doubles de 203 mm

Une modernisation plus poussée a eu lieu en 1937-1939, sur le Furutaka, à la suite de son sister-ship, le Kako. La principale modification a été de le doter de trois tourelles doubles, à la place des six tourelles simples de 200 mm 1 GÔ (Mark I), comme cela avait été fait dès la construction, pour la classe Aoba. Comme la production des canons de 203 mm, du modèle 2 GÔ (Mark II), mis en place à partir de 1931 sur les croiseurs lourds japonais, ne permettait pas d'en équiper, comme prévu, la classe Furutaka, il fut décidé de réaléser au calibre de 203 mm des tubes de 200 mm qui avaient été remplacés en provenance des croiseurs Haguro et Ashigara de la classe Myōkō. Les nouvelles tourelles étaient du type E2, apparemment semblables aux tourelles E de la classe Takao, mais intérieurement très proches des tourelles de type C, installées sur la classe Aoba, avec une élévation maximale de 55°.
Pour la Défense Contre Avions rapprochée, quatre affûts doubles de canons antiaériens de 25 mm Type 96 automatiques, ont été installés, qui étaient dérivés de matériels Hotchkiss français et qui seront le principal matériel anti-aérien à courte portée de la Marine impériale japonaise.
Les six groupes de deux tubes lance-torpilles Long Lance fixes, installés sur le pont du milieu, dans la coque, ont été remplacés par deux plates-formes quadruples orientables installées sur le pont principal, malgré les réticences du vice-amiral Hiraga.
Les machines ont été modernisées, les douze chaudières dont deux mixtes mazout-charbon, ont été remplacées par dix chaudières toutes au mazout, et la puissance développée a atteint 105 000 ch. Comme le déplacement a été accru de plus de 500 tonnes, pour éviter une augmentation du tirant d'eau, des bulges ont été installés qui ont amélioré la protection sous-marine.

## Service
Au début de la guerre du Pacifique, les croiseurs des classes Furutaka et Aoba formaient la 6e Division de Croiseurs, aux ordres du contre-amiral Goto, qui avait sa marque sur l'Aoba. Ils ont participé en décembre 1941, à l'occupation de Guam, et à l'attaque de l'île de Wake. Fin janvier 1942, ils ont participé à la couverture de l'occupation de Rabaul en Nouvelle-Bretagne et Kavieng en Nouvelle-Irlande. En mars, ils couvrent les débarquements japonais, à Lae et Salamaua, sur la côte nord-est de la Papouasie-Nouvelle-Guinée, à Buka, et Kieta sur l'île de Bougainville et aux îlots Shortland, et en avril sur les îles de l'Amirauté.

### À la bataille de la Mer de Corail
Le 3 mai, la 6e Division de Croiseurs et le porte-avions Shōhō ont assuré, depuis un mouillage près de Buka, la couverture éloignée du débarquement japonais sur Tulagi. Le 4, ils ont rejoint, à Rabaul, la Force d'Attaque de Port-Moresby du contre-amiral Kajioka, mais la Task Force 17 du contre-amiral Fletcher ayant attaqué la Force d'Invasion de Tulagi du contre-amiral Shima, la 6e Division fit un raid vers Guadalcanal, puis revint aux îlots Shortland, où elle se ravitailla le 5 à un pétrolier. Le 6, elle y a été bombardée sans résultats par des Boeing B-17 avant de rejoindre à la mer le Shōhō, en route vers Port-Moresby. Mais ce porte-avions léger avait été repéré par un avion américain, et le 7, en fin de matinée, les bombardiers embarqués des USS Lexington et Yorktown l'ont attaqué et coulé, à proximité de l'île de Misima, dans l'archipel des Louisiades, au large de l'extrémité sud-est de la Nouvelle-Guinée. Le vice-amiral Inoue, commandant de la 4e flotte, qui avait quitté son Q.G. de Truk pour Rabaul, a ainsi été amené à différer l'attaque de Port-Moresby. Le vice-amiral Takagi, qui commandait la force de couverture éloignée, avec la 5e Division de Croiseurs, les Myōkō et Haguro, et la 5e Division de Porte-avions, les Shōkaku et Zuikaku, aux ordres du contre-amiral Hara, s'était aussi lancé dans une recherche des porte-avions américains, qui s'avéra difficile. Les indications, correctes, des hydravions de la 6e Division de Croiseurs ont été contredites par d'autres sources, de sorte que l'attaque de l'aviation embarquée japonaise, croyant avoir repéré un porte-avions, a seulement désemparé le pétrolier USS Neosho et coulé le destroyer USS Sims, qui se trouvaient à 350 nautiques dans le sud-est des porte-avions.
La suite de la bataille de la Mer de Corail a été une série d'engagements confus mais violents entre porte-avions, qui ont constitué une victoire tactique japonaise « aux points » : le grand porte avions américain USS Lexington a été coulé, et le USS Yorktown endommagé. Mais le Shokaku, très endommagé, et le Zuikaku qui a subi de lourdes pertes de pilotes, ont dû regagner Truk, accompagnés par le Furutaka et le Kinugasa, détachés de la 6e Division de Croiseurs, et ont été indisponibles pour la bataille suivante, celle de Midway. L'Aoba et le Kako ont escorté le repli des navires qui devaient aller attaquer Port-Moresby. L'ajournement de l'attaque de Port-Moresby a constitué dès lors un succès stratégique américain, en éloignant la menace japonaise sur la liaison Hawaï-Australie.

### La bataille de l'île de Savo

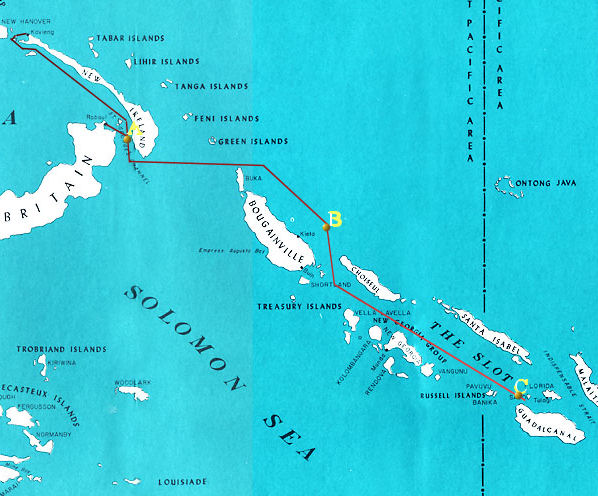
La route d'approche de l'escadre japonaise de Kavieng à l'île de Savo

À la suite de la bataille de Midway, à laquelle la 6e Division de Croiseurs n'a pas participé, une réorganisation est intervenue dans la Flotte japonaise à la mi-juillet, une 8e Flotte a été créée, basée à Rabaul, avec à sa tête le vice-amiral Mikawa, dont le Chōkai était le navire-amiral. La 6e Division de Croiseurs a été affectée fin juillet à la 8e Flotte.
L'amiral King, Commandant-en-Chef de la Flotte des États-Unis, obtint, de son côté, de mener une opération dans le secteur des îles Salomon, où la présence japonaise à Tulagi et à Guadalcanal, pouvait constituer une autre menace sur la ligne de communication Hawaï-Australie. Le 7 août, les U.S. Marines ont débarqué sur la côte nord de Guadalcanal et à Tulagi, où les combats ont été violents, sous la protection de l'USS Wasp pour Tulagi, des USS Enterprise et Saratoga, pour Guadalcanal.

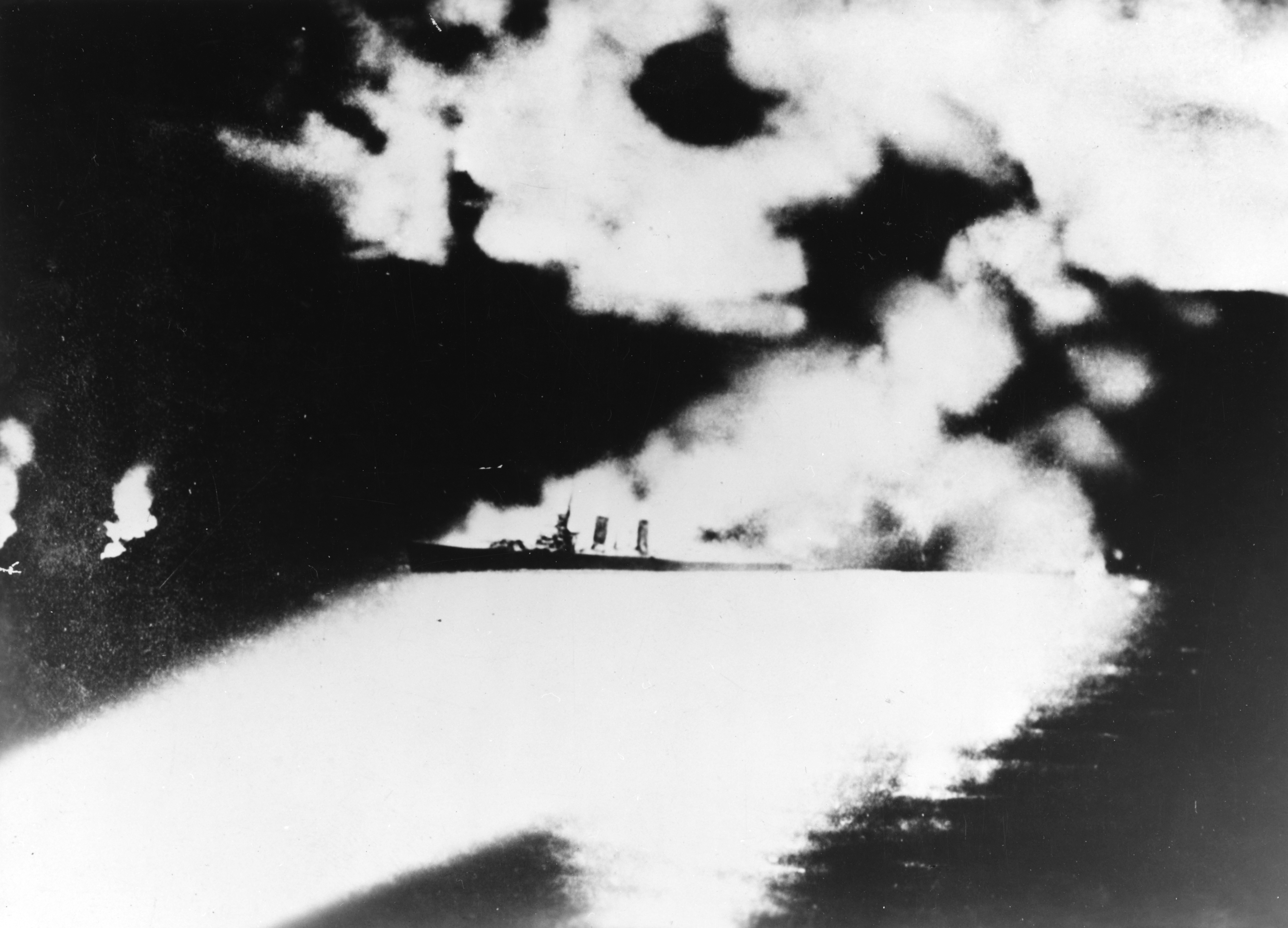
Éclairé par les projecteurs des navires japonais, le croiser lourd américain USS Quincy est en train de couler

Aussitôt, le Chōkai, la 6e Division de Croiseurs, deux croiseurs légers (le Yūbari et le Tenryū) et trois destroyers ont quitté l'ancrage de Moewe, à côté de Kavieng, et ont fait escale à Rabaul, où le vice-amiral Mikawa a embarqué, avec son état-major. Les navires japonais ont contourné l'île de Bougainville, dans la journée du 8 août, avant d'embouquer à grande vitesse le “Slot”, c'est-à-dire le bras de mer entre les îles Salomon, au nord de Guadalcanal, pour être à proximité de l'ile de Savo, après minuit. Ils ont été repérés par un sous-marin américain et plusieurs avions, mais ces renseignements ne sont pas parvenus, ou n'ont pas été pris en considération à temps, et les navires japonais ont échappé à la surveillance des destroyers américains en piquet radar. Faisant le tour de l'île de Savo par l'ouest, à 1 h 38, à la lumière de leurs fusées éclairantes, les croiseurs japonais ont torpillé et écrasé sous leur feu les croiseurs HMAS Canberra et l'USS Chicago, puis quelques minutes plus tard, en remettant le cap au nord, les USS Astoria Quincy et Vincennes. Seul l'USS Chicago, l'avant emporté par une torpille du Kako, n'a pas été coulé, et les destroyers, le plus souvent gravement endommagés, n'ont pu que tenter de recueillir les survivants. Du côté japonais, le Chōkai a encaissé une dizaine d'impacts, le Kinugasa deux et l'Aoba un.
Craignant la riposte de l'aviation embarquée de l'U.S. Navy et ignorant que le contre amiral Fletcher avait retiré dès la veille ses porte-avions de la zone, le Vice-amiral Mikawa, après en avoir délibéré avec son état-major, a repris, à 2 h 25 le chemin de ses bases, sans aller attaquer les transports américains qui se trouvaient au mouillage devant Tulagi ou devant Lunga Point à Guadalcanal. Sur la route du retour, le 10 août au matin, le Kako a été coulé, à proximité de Kavieng, par le sous-marin S-44 (en),, d'une salve de quatre torpilles dont trois ont fait but dans les machines.

### La bataille du Cap Espérance
La mise en service d'un terrain d'aviation proche de Lunga Point auquel les Américains ont donné le nom d'Henderson, leur a donné la supériorité aérienne sur zone de jour, et a contraint les Japonais à renforcer leurs forces principalement de nuit, ce qui a été connu sous le nom de “Tokyo Express”. Ainsi, dans la nuit du 11 au 12 octobre 1942, les trois croiseurs restants de la 6e Division de Croiseurs, aux ordres du contre amiral Goto devaient aller bombarder Henderson Field, en même temps qu'un convoi de six destroyers et deux transports d'hydravions devait renforcer les troupes à terre.
Mais les forces japonaises avaient été repérées. Dans le même temps, un convoi américain, venant de Nouvelle-Calédonie, approchait, escorté des croiseurs lourds USS Salt Lake City et San Francisco et des grands croiseurs légers USS Boise et Helena, aux ordres du contre amiral Scott. Au large du Cap Espérance, à l'extrémité nord-ouest de Guadalcanal, l'escadre américaine, prévenue par des avions de reconnaissance, a repéré au radar l'escadre japonaise, et lui a « barré le T », vers 2 h 30. L'amiral Goto, après avoir donné l'ordre de faire demi-tour, a été tué, dès le début de l'engagement, sur la passerelle de l'Aoba, qui a été sérieusement endommagé par le feu du croiseur USS Helena. Le Furutaka, aux prises avec des destroyers américains, a été sérieusement endommagé par une torpille de l'USS Duncan, qui lui a noyé la salle de machines avant, tandis que le Kinugasa engageait l'USS Salt Lake City et endommageait l'USS Boise. Le Furutaka, écrasé par le feu américain, a coulé dans la nuit, mais le convoi japonais est passé et le reste de l'escadre s'est retiré.

### Découverte de l'épave
Le 4 mai 2019, le navire océanographique de Paul Allen RV Petrel a retrouvé l'épave du croiseur Furutaka reposant par 1.400 m de profondeur.